# Campeonato Português de Futebol 1993–1994

## Primeira Liga

### Narrativa
A Época 1993/1994 começa com os candidatos ao título com diferentes situações. O FC Porto era um dos grandes candidatos ao título, se não o maior, pois vinha duma vitória no campeonato passado. O Benfica era o clube com mais dificuldades financeiras e seus jogadores queriam sair para outro clube. Ora esse clube era o arquirrival Sporting que, apesar de já não ganhar há 11 anos, estava com vontade de ganhar títulos, e nada melhor do que as duas contratações sonantes de Paulo Pousa e Pacheco, dois jogadores do Benfica que faziam vibrar os sócios e os adeptos leoninos.[carece de fontes?]
Então iniciou o campeonato e o Benfica começava mal, enquanto Porto e Sporting adiantavam-se. As jornadas passavam e os sportinguistas começavam acreditar seriamente na tão desejada conquista do título, mas a chegada do Natal foi fatal - o Sporting perde a eliminatória da taça UEFA ao Casino de Salzburgo e Bobby Robson treinador do Sporting é demitido (curioso o facto do Sporting estar no 1º lugar naquela altura). No seu lugar foi posto o treinador que tinha feito maravilhas ao serviço das camadas jovens da Selecção Nacional, dos quais muitos desses miúdos estavam agora no Sporting. Carlos Queirós era o seu nome. O Sporting atingiu níveis altíssimos e a 3 jornadas do fim estava a 1 ponto do Benfica, que conseguiu recuperar a sua má fase inicial. Então, à 30ª Jornada estava marcado o derby de Lisboa: Sporting vs Benfica, o maior derby de Portugal. Lisboa parou para ver o jogo onde o Sporting era o grande favorito pois jogava em casa e estava a jogar melhor que o Benfica. Começa o jogo, o Sporting começa "à leão" e logo aos 8 minutos Cadete marca de canto, fazia-se a festa, mas aos 30 minutos João Vieira Pinto finta dois homens do Sporting, faz um grande remate e golo do Benfica, estava feito o empate. Volvidos 5 minutos marcava golo Figo, 2-1 para o Sporting, mas outra vez João Pinto finta dois homens, desta vez à entrada da área, remata e marca golo 2-2. João Pinto outra vez marca golo, desta vez Isaías cabeceia para João Pinto e este também de cabeça marca o golo, 2-3 para o Benfica, isto aos 44 minutos da 1ª parte. Começa a 2ª parte e o Sporting tenta a todo o custo empatar mas Isaías marcava golo com assistência de Paneira, 2-4. O pesadelo começa em Alvalade e Isaías marca outro golo como assistência de João Pinto, 2-5. Começavam os sportinguistas a abandonar Alvalade mas ainda o Benfica marcou o 6º por Hélder. O Sporting ainda reduziu por penalti, marcou Balakov, 3-6. Final dum Jogo histórico e a atribuir o título ao Benfica que só se confirmaria com nova derrota do Sporting por 3-0 ao Marítimo no Funchal e a confirmação com vitória por 3-0 sobre o Gil Vicente.[carece de fontes?]

### Classificação
| CLASSIFICAÇÃO                       |                      |       |       |       |       |       |       |       |      |      |      |      |      |      |      |      |      |      |
|                                     |                      | TOTAL | TOTAL | TOTAL | TOTAL | TOTAL | TOTAL | TOTAL | CASA | CASA | CASA | CASA | CASA | FORA | FORA | FORA | FORA | FORA |
|                                     |                      | P     | J     | V     | E     | D     | GM    | GS    | V    | E    | D    | GM   | GS   | V    | E    | D    | GM   | GS   |
| 1º                                  | SL Benfica           | 54    | 34    | 23    | 8     | 3     | 73    | 25    | 13   | 4    | 0    | 38   | 7    | 10   | 4    | 3    | 35   | 18   |
| 2º                                  | FC Porto             | 52    | 34    | 21    | 10    | 3     | 56    | 15    | 12   | 5    | 0    | 31   | 6    | 9    | 5    | 3    | 25   | 9    |
| 3º                                  | Sporting CP          | 51    | 34    | 23    | 5     | 6     | 71    | 29    | 14   | 1    | 2    | 42   | 15   | 9    | 4    | 4    | 29   | 14   |
| 4º                                  | Boavista FC          | 38    | 34    | 16    | 6     | 12    | 46    | 31    | 12   | 3    | 2    | 31   | 11   | 4    | 3    | 10   | 15   | 20   |
| 5º                                  | CS Marítimo          | 38    | 34    | 13    | 12    | 9     | 45    | 40    | 9    | 6    | 2    | 29   | 17   | 4    | 6    | 7    | 16   | 23   |
| 6º                                  | VFC Setúbal          | 34    | 34    | 14    | 6     | 14    | 56    | 42    | 11   | 2    | 4    | 42   | 20   | 3    | 4    | 10   | 14   | 22   |
| 7º                                  | VSC Guimarães        | 33    | 34    | 11    | 11    | 12    | 30    | 31    | 9    | 4    | 4    | 21   | 12   | 2    | 7    | 8    | 9    | 19   |
| 8º                                  | SC Farense           | 33    | 34    | 13    | 7     | 14    | 44    | 46    | 10   | 4    | 3    | 29   | 11   | 3    | 3    | 11   | 15   | 35   |
| 9º                                  | CF Estrela Amadora   | 33    | 34    | 9     | 15    | 10    | 39    | 36    | 6    | 7    | 4    | 24   | 17   | 3    | 8    | 6    | 15   | 19   |
| 10º                                 | Gil Vicente FC       | 31    | 34    | 10    | 11    | 13    | 27    | 47    | 7    | 8    | 2    | 15   | 12   | 3    | 3    | 11   | 12   | 35   |
| 11º                                 | SC Salgueiros        | 31    | 34    | 14    | 3     | 17    | 48    | 56    | 11   | 3    | 3    | 29   | 16   | 3    | 0    | 14   | 19   | 40   |
| 12º                                 | CF União Madeira     | 31    | 34    | 11    | 9     | 14    | 36    | 42    | 9    | 5    | 3    | 25   | 13   | 2    | 4    | 11   | 11   | 29   |
| 13º                                 | CF Belenenses        | 30    | 34    | 12    | 6     | 16    | 39    | 51    | 9    | 3    | 5    | 24   | 19   | 3    | 3    | 11   | 15   | 32   |
| 14º                                 | SC Beira Mar         | 29    | 34    | 9     | 11    | 14    | 28    | 38    | 7    | 6    | 4    | 16   | 14   | 2    | 5    | 10   | 12   | 24   |
| 15º                                 | SC Braga             | 28    | 34    | 9     | 10    | 15    | 33    | 43    | 9    | 3    | 5    | 28   | 15   | 0    | 7    | 10   | 5    | 28   |
| 16º                                 | FC Paços de Ferreira | 26    | 34    | 7     | 12    | 15    | 31    | 49    | 6    | 7    | 4    | 19   | 17   | 1    | 5    | 11   | 12   | 32   |
| 17º                                 | FC Famalicão         | 22    | 34    | 7     | 8     | 19    | 26    | 72    | 7    | 4    | 6    | 20   | 26   | 0    | 4    | 13   | 6    | 46   |
| 18º                                 | GD Estoril-Praia     | 18    | 34    | 5     | 8     | 21    | 22    | 57    | 4    | 4    | 9    | 14   | 25   | 1    | 4    | 12   | 8    | 32   |
| Fonte: Futebol Português em Números |                      |       |       |       |       |       |       |       |      |      |      |      |      |      |      |      |      |      |

### Quadro de resultados
|                      | SL Benfica | FC Porto | Sporting CP | Boavista FC | CS Marítimo | VFC Setúbal | VSC Guimarães | SC Farense | CF Estrela Amadora | Gil Vicente FC | SC Salgueiros | CF União Madeira | CF Belenenses | SC Beira Mar | SC Braga | FC Paços de Ferreira | FC Famalicão | GD Estoril-Praia |
| -------------------- | ---------- | -------- | ----------- | ----------- | ----------- | ----------- | ------------- | ---------- | ------------------ | -------------- | ------------- | ---------------- | ------------- | ------------ | -------- | -------------------- | ------------ | ---------------- |
| SL Benfica           |            | 2-0      | 2-1         | 3-1         | 2-0         | 2-0         | 0-0           | 4-1        | 1-1                | 0-0            | 4-1           | 1-0              | 3-0           | 1-0          | 2-0      | 2-1                  | 8-0          | 1-1              |
| FC Porto             | 3-3        |          | 2-0         | 1-0         | 2-0         | 2-0         | 1-1           | 1-0        | 2-1                | 3-0            | 1-0           | 4-1              | 1-0           | 0-0          | 5-0      | 0-0                  | 0-0          | 3-0              |
| Sporting CP          | 3-6        | 0-1      |             | 3-1         | 1-1         | 2-1         | 3-0           | 3-1        | 3-0                | 6-0            | 2-1           | 1-0              | 3-1           | 1-0          | 2-0      | 3-1                  | 3-0          | 3-1              |
| Boavista FC          | 1-0        | 1-1      | 2-1         |             | 3-2         | 1-0         | 1-1           | 0-1        | 1-1                | 1-2            | 3-1           | 3-0              | 3-0           | 2-1          | 1-0      | 2-0                  | 3-0          | 3-0              |
| CS Marítimo          | 1-1        | 1-0      | 2-1         | 1-0         |             | 0-0         | 2-0           | 5-2        | 0-0                | 0-0            | 2-1           | 3-2              | 1-2           | 0-2          | 4-0      | 3-3                  | 3-2          | 1-1              |
| VFC Setúbal          | 5-2        | 3-3      | 2-3         | 1-3         | 4-1         |             | 1-0           | 2-0        | 1-1                | 0-2            | 4-0           | 2-3              | 3-0           | 2-0          | 1-0      | 3-0                  | 6-1          | 2-1              |
| VSC Guimarães        | 1-2        | 0-0      | 1-4         | 1-0         | 0-1         | 1-0         |               | 2-2        | 0-0                | 2-1            | 1-0           | 2-0              | 3-0           | 1-2          | 0-0      | 1-0                  | 3-0          | 2-0              |
| SC Farense           | 0-0        | 1-0      | 0-1         | 1-0         | 0-0         | 2-1         | 0-1           |            | 1-0                | 4-2            | 4-1           | 4-1              | 1-0           | 2-2          | 0-0      | 3-0                  | 5-0          | 1-2              |
| CF Estrela Amadora   | 0-1        | 0-0      | 0-4         | 1-1         | 1-1         | 0-0         | 0-1           | 1-2        |                    | 3-0            | 3-1           | 2-0              | 2-2           | 2-2          | 1-1      | 3-1                  | 2-0          | 3-0              |
| Gil Vicente FC       | 0-3        | 1-1      | 0-0         | 0-0         | 1-0         | 2-1         | 2-1           | 0-0        | 1-0                |                | 2-0           | 0-0              | 0-3           | 1-1          | 1-1      | 1-1                  | 1-0          | 2-0              |
| SC Salgueiros        | 1-0        | 0-3      | 0-1         | 2-0         | 1-1         | 1-2         | 1-0           | 3-2        | 1-1                | 2-1            |               | 1-0              | 1-0           | 2-0          | 5-1      | 2-1                  | 2-2          | 4-1              |
| CF União Madeira     | 0-2        | 0-2      | 0-0         | 2-1         | 1-1         | 2-1         | 2-0           | 0-0        | 2-2                | 1-2            | 3-1           |                  | 2-0           | 2-0          | 3-1      | 2-0                  | 0-0          | 3-0              |
| CF Belenenses        | 0-2        | 0-2      | 0-3         | 2-1         | 2-1         | 1-2         | 0-0           | 4-2        | 2-1                | 1-0            | 2-3           | 2-1              |               | 2-0          | 0-0      | 1-1                  | 4-0          | 1-0              |
| SC Beira Mar         | 1-1        | 0-2      | 0-4         | 1-1         | 3-1         | 2-1         | 1-0           | 3-0        | 0-1                | 1-0            | 2-1           | 0-0              | 1-1           |              | 0-0      | 0-1                  | 1-0          | 0-0              |
| SC Braga             | 0-2        | 0-2      | 1-1         | 0-1         | 0-1         | 2-1         | 0-0           | 4-0        | 0-1                | 4-0            | 4-3           | 3-0              | 4-2           | 2-0          |          | 0-0                  | 2-0          | 2-1              |
| FC Paços de Ferreira | 1-2        | 0-2      | 1-2         | 1-0         | 2-2         | 1-1         | 2-2           | 1-0        | 1-0                | 3-1            | 0-2           | 1-1              | 1-1           | 1-1          | 1-0      |                      | 2-0          | 0-0              |
| FC Famalicão         | 1-5        | 0-5      | 1-1         | 0-3         | 0-2         | 1-1         | 1-1           | 2-1        | 0-2                | 3-0            | 1-0           | 0-0              | 2-3           | 2-1          | 1-0      | 4-1                  |              | 1-0              |
| GD Estoril-Praia     | 0-3        | 0-1      | 0-2         | 0-2         | 0-1         | 0-2         | 2-1           | 0-1        | 3-3                | 1-1            | 2-3           | 0-2              | 1-0           | 1-0          | 1-1      | 2-1                  | 1-1          |                  |

Fonte: Futebol Português em Números

## Liga de Honra

### Narrativa
A edição de 1993-1994 da Liga de Honra foi a quarta edição deste escalão do futebol português.
Tal como na edição anterior, foi disputada por 18 clubes: 3 despromovidos da Primeira Liga, 3 promovidos da II Divisão, e os restantes que tinham permanecido.

### Classificação
|     | Equipa               | Pts | J  | V  | E  | D  | GM | GS | +/- | Comments                      |
| --- | -------------------- | --- | -- | -- | -- | -- | -- | -- | --- | ----------------------------- |
| 1.  | Tirsense             | 46  | 34 | 17 | 12 | 5  | 42 | 23 | +19 | Promovidos à Primeira Divisão |
| 2.  | União de Leiria      | 45  | 34 | 19 | 7  | 8  | 46 | 19 | +27 | Promovidos à Primeira Divisão |
| 3.  | Chaves               | 45  | 34 | 19 | 7  | 8  | 44 | 25 | +19 | Promovidos à Primeira Divisão |
| 4.  | Rio Ave              | 44  | 34 | 18 | 8  | 8  | 43 | 23 | +20 |                               |
| 5.  | Académica de Coimbra | 38  | 34 | 17 | 4  | 13 | 39 | 30 | +9  |                               |
| 6.  | Felgueiras           | 37  | 34 | 12 | 13 | 9  | 40 | 36 | +4  |                               |
| 7.  | Ovarense             | 33  | 34 | 11 | 11 | 12 | 43 | 43 | 0   |                               |
| 8.  | Leça                 | 33  | 34 | 15 | 3  | 16 | 39 | 54 | -15 |                               |
| 9.  | Campomaiorense       | 33  | 34 | 13 | 7  | 14 | 43 | 46 | -3  |                               |
| 10. | Desportivo das Aves  | 32  | 34 | 12 | 8  | 14 | 36 | 45 | -9  |                               |
| 11. | Nacional da Madeira  | 31  | 34 | 10 | 11 | 13 | 32 | 33 | -1  |                               |
| 12. | Portimonense         | 30  | 34 | 11 | 8  | 15 | 44 | 47 | -3  |                               |
| 13. | Torreense            | 30  | 34 | 8  | 14 | 12 | 28 | 34 | -6  |                               |
| 14. | Sp. Espinho          | 29  | 34 | 8  | 13 | 13 | 30 | 43 | -13 |                               |
| 15. | Penafiel             | 28  | 34 | 12 | 4  | 18 | 30 | 45 | -15 |                               |
| 16. | Ac. Viseu            | 27  | 34 | 9  | 9  | 16 | 33 | 44 | -11 | Despromoção para a II Divisão |
| 17. | Louletano            | 27  | 34 | 10 | 7  | 17 | 44 | 49 | -5  | Despromoção para a II Divisão |
| 18. | Leixões              | 24  | 34 | 08 | 8  | 18 | 24 | 41 | -17 | Despromoção para a II Divisão |